# Eucalyptus amplifolia
Eucalyptus amplifolia är en myrtenväxtart som beskrevs av Charles Victor Naudin. Eucalyptus amplifolia ingår i släktet Eucalyptus och familjen myrtenväxter. Inga underarter finns listade i Catalogue of Life.